# Smile PreCure!
 (février 2017).
Si vous disposez d'ouvrages ou d'articles de référence ou si vous connaissez des sites web de qualité traitant du thème abordé ici, merci de compléter l'article en donnant les références utiles à sa vérifiabilité et en les liant à la section « Notes et références ».
Smile PreCure! (スマイルプリキュア！, Sumairu PuriKyua!), également intitulée Smile Pretty Cure!, est une série d'animation japonaise et la neuvième saison (septième série) de la franchise Pretty Cure d'Izumi Todo. 
Produite par Toei Animation, la série a été diffusée pour la première fois le 5 février 2012, remplaçant Suite PreCure♪ à son heure de diffusion initiale. En 2015, 40 des 48 épisodes de Smile PreCure! ont été édités par Saban Brands sous le nom de Glitter Force et diffusés sur Netflix.

## Résumé
Miyuki une adolescente, arrive dans un nouveau collège. En chemin, elle entend un bruit. Juste après, une mignonne petite créature blanche tout droit sortie d'un livre lui tombe dessus et dit s’appeler Candy, une pixie du royaume des contes de fées Marchënland. Grâce à elle, Miyuki pourra devenir Cure Happy (Glitter Lucky dans la version de Saban), une guerrière légendaire qui combat les méchants du royaume Bad End qui veulent effacer tout sourire du monde et ressusciter leur chef : l’infâme Empereur Pierrot. Miyuki deviendra amie avec Akane (Kelsey dans la version Saban) Yayoi (Lily), Nao (April) et Reika (Chloé) qui deviendront également des Precure afin de récupérer toutes les Precure Strass qui sauveront la reine de Marchëland, laquelle possède le pouvoir de vaincre Pierrot.
Dans l'adaptation occidentale, Miyuki a pour nom Emily et fait un rêve prémonitoire des événements de la série au début du premier épisode. Elle sait donc d'emblée qu'elle est destinée à devenir une guerrière légendaire.

## Personnages

### Les Pretty Cure/ Glitter Force
- Miyuki (星空 みゆき, Hoshizora Miyuki?) / キュアハッピー (Kyua Happī?, Cure Happy) : Une jeune fille de quatorze ans, férue de livres et de contes de fées, transférée au Collège de Nanairogaoka. Miyuki est gaie, belle et optimiste, mais aussi quelque peu maladroite. Elle est connue pour qualifier tout ce qui la rend heureuse d'« Ultra Happy! ». Quand elle se transforme en Cure Happy, ses cheveux rose magenta foncé deviennent magenta et ses tresses s'allongent. Son pouvoir est celui de la lumière. Sa couleur de thème est rose.

Sa phrase d'introduction est : « La scintillante lumière de l'avenir ! Cure Happy ! » (「キラキラ輝く未来の光！キュアハッピー！」, « Kirakira Kagayaku Mirai no Hikari! Kyua Happī! »)
Dans l'adaptation de Saban, elle se présente comme : « Un scintillement féerique ! Une lueur dans ton cœur ! Je suis Glitter Lucky ! ». (A fabulous Shimmer! A glow in your heart! I'm Glitter Lucky!)
- - Attaques : Happy Shower (ハッピーシャワー, Happī Shawā?), Cinderella Happy Shower (シンデレラハッピーシャワー, Shinderera Happī Shawā?) (épisode 39), Happy Shower Shining (ハッピーシャワーシャイニング, Happī Shawā Shainingu?)

Dans la version de Saban : Tempête Scintillante (Sparkle Storm), Tempête Scintillante Fulgurante (Sparkle Storm Shinning).
- Akane (日野 あかね, Hino Akane?) / キュアサニー (Kyua Sanī?, Cure Sunny) : Akane est une fille d'Osaka dont les parents tiennent un restaurant d'okonomiyakis, et elle est membre de l'équipe de volley-ball de l'école. Akane est peut-être la plus farceuse et détendue de la bande, mais quand elle se fixe un objectif, elle ne reculera devant rien pour l'accomplir. Quand elle se transforme en Cure Sunny, ses cheveux rouge foncé deviennent orange carotte, et poussent plus avant de s'attacher en chignon. Elle peut manipuler le feu. Ses couleurs de thème sont orange et rouge.

Sa phrase d'introduction est : « Le pouvoir au sang chaud du Soleil brillant ! Cure Sunny ! » (「太陽サンサン熱血パワー！キュアサニー！」, Taiyō sansan Nekketsu Pawa! Kyua Sani! »). Dans l'adaptation de Saban elle se présente comme : « Quand tu t'attaques à moi, tu joues avec le feu ! Je suis Glitter Sunny ! ». (When you mess with me, you're playing with fire! I'm Glitter Sunny!)
- - Attaques : Sunny Fire (サニーファイヤー, Sanī Faiā?), Sunny Fire Burning (サニーファイヤーバーニング, Sanī Faiā Bāningu?) (épisode 40), Fire Shoot (ファイヤーシュート, Faiā Shūto?) (épisode 47)

Dans la version occidentale : Feu étincelant (Sparkle Fire), Feu étincelant des enfers (Sparkle Fire Inferno) (Épisode 32), Super Tir Étincellant (Sparkle Fire Shoot) (Épisode 39)
- Yayoi (黄瀬 やよい, Kise Yayoi?) / Cure Peace (キュアピース, Kyua Pīsu?, Cure Peace) : Une artiste en devenir qui veut devenir mangaka. Bien que timide au sujet de son travail et pleurnicharde, Yayoi est très fidèle, assidue, et parfois entêtée. Quand elle se transforme en Cure Peace, ses cheveux jaunes deviennent jaune citron et se forment en une queue de cheval plus large. Elle peut manipuler l'électricité. Sa couleur de thème est jaune.

Sa phrase d'introduction est : « L'étincelant et radieux roche-papier-ciseaux ! Cure Peace ♪ ! » (「ピカピカ ぴかりんじゃんけんポン！キュア ピース！ ♪ 」, Pikapika pikarin Jankenpon! Kyua Pīsu ♪). Quand Peace donne son introduction, elle joue à Pierre-Feuille-Ciseaux avec le spectateur, et le signe qu'elle fait avec sa main change tous les épisodes. Dans l'adaptation occidentale, elle se présente comme : « Petits chiots et petits chats ! Le pouvoir de l'amour ! Je suis Glitter Peace ! ». (Puppies and Kitten! The power of love! I'm Glitter Peace!). Le running gag du pierre-papier-ciseau sera retenu dans la version occidentale
- - Attaques : Peace Thunder (ピースサンダー, Pīsu Sandā?), Peace Thunder Hurricane (ピースサンダーハリケーン, Pīsu Sandā Harikēn?) (épisode 41), Thunder Blizzard (サンダーブリザード, Sandā Burizādo?) (épisode 47).

Dans la version occidentale : Éclair Chatoyant (Sparkle Lightning), Ouragan d'Éclairs Chatoyant (Sparkle Lightning Hurricanne) (épisode 33), Super Blizzard Chatoyant (épisode 39).
- Nao (緑川 なお, Midorikawa Nao?) / Glitter Spring (キュアマーチ, Kyua Māchi?, Cure March) : Une jeune fille venant d'une famille nombreuse, qui est membre de l'équipe de football du collège. Nao est simple et fiable avec un sens aigu de la justice, elle est frustrée quand les choses ne se passent pas comme prévu. Quand elle se transforme en Cure March, ses cheveux vert foncée deviennent vert vif, forment une queue de cheval, et ses mèches poussent aussi pour former deux couettes supplémentaires sur les côtés de son visage. Elle peut manipuler le vent. Sa couleur de thème est vert.

Sa phrase d'introduction est : « L'intense courage au cœur du combat ! Cure March ! » (「勇気 リンリン 直球 勝負！キュア マーチ！」, Yuki rinrin Chokyu shobu! Kyua Māchi! »). Dans l'adaptation occidentale, elle se présente comme : « Une force aussi puissante que la vie elle-même ! Je suis Glitter Spring ! ». (A force as strong as life itself! I'm Glitter Spring!).
- - Attaques : March Shoot (マーチシュート, Māchi Shūto?), March Shoot Impact (マーチシュートインパクト, Māchi Shūto Inpakuto?) (épisode 42), Fire Shoot (ファイヤーシュート, Faiā Shūto?) (épisode 47)

Dans la version occidentale : Tir Flamboyant (Sparkle Shoot), Tir Flamboyant Impact Maximum (Sparkle Shoot Maximum Impact) (épisode 34), Super Tir Étincellant (épisode 39).
- Reika (青木 れいか, Aoki Reika?) / Cure Beauty (キュアビューティ, Kyua Byūti?, Cure Beauty) : La vice-présidente du conseil des élèves, et membre du club de tir à l'arc. Reika est généralement élégante et bienveillante, mais elle devient effrayante une fois que sa patience atteint ses limites. Dans la version occidentale, elle apparaît comme beaucoup plus sévère et hautaine, mais toujours juste. Son père est peintre, sa mère pratique l'aïkido, et son frère aîné le judo. Quand elle se transforme en Cure Beauty, ses cheveux bleu foncé deviennent bleu ciel et poussent en arrière par la tiare qu'elle porte. Elle peut manipuler l'eau et la glace. Sa couleur de thème est bleu.

Sa phrase d'introduction est : « Le discret déluge d'un cœur limpide ! Cure Beauty ! » (「しんしんと降りつもる清き心！キュア ビューティ！」, « Shinshinto furitsumoru kiyoki Kokoro! Kyua Byuti! »). Dans l'adaptation occidentale, elle se présente comme : « Fraîche et rapide comme un vent d'hiver ! Je suis Glitter Breeze ! ». (Cool and swift as the winter wind! I'm Glitter Breeze!).
- - Attaques : Beauty Blizzard (ビューティーブリザード, Byūtī Burizādo?), Beauty Blizzard Arrow (ビューティーブリザードアロー, Byūtī Burizādo Arō?) (épisode 43), Thunder Blizzard (サンダーブリザード, Sandā Burizādo?) (épisode 47).

Dans la version occidentale : Blizzard Aveuglant (Sparkle Blizzard), Flèche de Blizzard Aveuglant (Sparkle Blizzard Arrow) (épisode 35), Super Blizzard Chatoyant (épisode 39).
L'appel nominal se conclut par « Nos cinq lumières nous guideront vers l'avenir ! » (「５つの光が導く未来！」, « Itsutsu no hikari ga michibiku mirai! ») suivi de « Resplendissez ! Smile Precure ! » (「輝け！スマイルプリキュア！」, « Kagayake! Sumairu PuriKyua! »)

### Distribution
Version Originale
- Misato Fukuen : Miyuki Hoshizora/Cure Happy
- Asami Tano : Akane Hino/Cure Sunny
- Hisako Kanemoto : Yayoi Kise/Cure Peace
- Marina Inoue : Nao Midorikawa/Cure March
- Chinami Nishimura : Reika Aoki/Cure Beauty
- Ikue Ōtani : Candy

Version Française
- Karl-Line Heller : Emily Anderson/Glitter Lucky
- Dany Beneditto : Kelsey Ace/Glitter Sunny
- Delphine Saroli : Lily Parker/Glitter Peace
- Justine Hostekint : April Swanson/Glitter Spring
- Amandine Longeac : Chloé Rose/Glitter Breeze
- Sandra Vandroux : Candy

- Studio de doublage : PILON Studio Son
- Adaptation : Mélanie Decouzon
- Direction Artistique : Karl-Line Heller
- Prises de son & Mixage : Raphaël Monier

### Märchenland
Jubiland (メルヘンランド, Meruhenrando, Märchenland) regroupe les personnages de contes du monde entier.
- Candy (キャンディ, Kyandi?) / Royal Candy (ロイヤルキャンディ, Roiyaru Kyandi?) : Une fée rose clair et jaune à la recherche des Cure Decors, en gagnant l'assistance des Precures. Elle aime se faire des coupes inhabituelles, avec ses oreilles qu'elle utilise comme cheveux. Elle est un peu immature mais grandement dévouée à ses amies. Elle termine ses phrases par « ~kuru » (「クル」, « -kuru »?).
- Pop (ポップ, Poppu?) (doublé par Daisuke Sakaguchi) : C'est le grand frère orange clair et orange de Candy. Sa sagesse et son expérience font de lui le porteur de bons conseils pour les Precures. Il peut utiliser des techniques de métamorphose pour aider les Precure dans leurs combats. Il termine ses phrases par « ~de gozaru » (「デゴザル 」, « de gozaru »?). Voix : Daisuke Sakagushi (japonais), Laurent Pasquier (français)
- Royal Queen (ロイヤルクイーン, Roiyaru Kuīn?) (doublée par Sumi Shimamoto) : La reine de Märchenland. Elle a réussi à priver Pierrot de ses pouvoirs, mais a été placée dans un profond sommeil. Dans la version occidentale, son nom est Euphoria.

### Bad End
« Cher monde, que ta conclusion soit teinte par une mauvaise fin ! Le mal peindra l'avenir en noir et le détruira ! » (「世界よ！最悪の結末！バッドエンドに染まれ！白紙の未来を黒く塗り潰すのだ！」, « Sekai-yo! Saiaku no ketsumatsu, baddo endo ni somare! Hakushi no mirai o, kuroku nuritsubusu no da! ») (Slogan lancé par les quatre sbires de l'empereur Pierrot avant chaque attaque.)
Le royaume Bad-End (バッドエンド王国, Baddo Endo Ōkoku) projette de plonger le monde dans les ténèbres.
- Empereur Pierrot (皇帝ピエーロ, Kōtei Piēro?) (épisode 23) (doublé par Tesshō Genda) : C'est le chef du royaume de Bad End. Il a été affaibli lors de son combat contre la reine de Märchenland et a besoin de mauvaise énergie pour réapparaître.
- Wolfrun (ウルフルン, Urufurun?) (épisode 1) : Premier général à faire son apparition. C'est un loup gris anthropomorphe rusé, perfide et rapide. Il se distingue par une longue chevelure blanche et une queue blanche. Quand il crée une mauvaise fin, la nuit tombe et le Soleil est masqué par la pleine lune. Il a un rire très caractéristique : « Urufufu » (「ウルッフフ」, « Uruffufu »?). Voix : Tomoyuki Shimura (japonais), Franck-Adrien Seraphini (français)
- Akaoni (アカオーニ, Akaōni?) (épisode 3) : Le deuxième général à faire son apparition. C'est un oni rouge qui utilise une masse de fer. Il est fort, mais pas très intelligent. Quand il crée une mauvaise fin, le ciel devient rouge. Il termine ses phrases par « ~oni » (「オーニ」, « ōni »?). Voix : Hiroshi Iwasaki (japonais) Laurent Pasquier (français)
- Brooha (マジョリーナ, Majorīna?, Majorina) (épisode 5) : Le dernier général à faire son apparition. C'est une petite et vieille sorcière qui utilise des objets magiques avec des appellations peu recherchées (Les échan~geurs, retour à la norm~ale…). Elle a le pouvoir de temporairement prendre la forme d'une séduisante jeune femme. Sa mauvaise fin est verte et fait apparaître des toiles d'araignée. Elle termine ses phrases par « ~washa » (「ワシャ」, « washa »?) . Voix : Mīna Tominaga (japonais) Justine Hostekint (français).
- Joker (ジョーカー, Jōkā?) (épisode 6) : Un personnage énigmatique qui ne fait qu'aider les généraux du royaume en leur donnant, par exemple, le nez bleu que les Precures ne peuvent détruire. Il arrive à affronter toutes les Precures dans l'épisode 22. Voix : Yūji Mitsuya (japonais), Laurent Pasquier (Français)
- C’est (アカンベェ, Akanbē?, Akanbei) (doublé par Hiro Sasaki) : En utilisant l'énergie de Pierrot, les généraux de Bad End peuvent transformer n'importe quel objet en un monstre d'une grande puissance : l'Akanbei. Ils utilisent pour cela un nez de clown (rouge, bleu, jaune, géant (fusion de deux rouges) ou noir). Voix : Hiro Sasaki (japonais), Laurent Pasquier (français)
- Les Bad End Precure (バッドエンドプリキュア, Baddo Endo PuriKyua,?) (épisode 45) sont les doubles maléfiques des Pretty Cures, créés par Joker. Chacune des Bad End Precures affronte son équivalent parmi les héroïnes en combat singulier au cours de l'épisode 46.
  - Bad End Happy (バッドエンドハッピー, Baddo Endo Happī?)
  - Bad End Sunny (バッドエンドサニー, Baddo Endo Sanī?)
  - Bad End Peace (バッドエンドピース, Baddo Endo Pīsu?)
  - Bad End March (バッドエンドマーチ, Baddo Endo Māchi?)
  - Bad End Beauty (バッドエンドビューティー, Baddo Endo Byūtī?)

## Épisodes

### Musiques
Générique de début
- Let's go! Smile PreCure! d'Aya Ikeda.

Générique de fin
- Yay! Yay! Yay! d'Hitomi Yoshida (de l'épisode 1 à 24)
- Mankai*Smile! d'Hitomi Yoshida (de l'épisode 25 à 48)

### Films d'animation

#### PreCure All Stars New Stage
Les Fées des Precure font une fête pour célébrer l'issue heureuse de leur dernier combat contre Fusion, que les Precures ont déjà vaincu dans Precure All Stars DX. Toutefois, Tarte découvre que Fusion n'est pas mort, mais qu'il a éclaté en plusieurs morceaux dans toute la ville. Toutes les Precures sont mobilisées, dont l'équipe Smile. Mais Miyuki se retrouve séparée de ses amies et rencontre Hibiki Hôjo, alias Cure Melody. Quand des morceaux de Fusion attaquent, Hibiki et ses amies révèlent à Miyuki et ses amies qu'il existe d'autres Precures.
Quelques jours plus tard, l'équipe Smile rencontre Ayumi, une jeune fille qui vient d'emménager et qui n'a pas d'amis (Miyuki l'avait croisée la veille). Ayumi est devenue amie avec le morceau de Fusion qui contenait son cœur et qu'elle a surnommé "Fuu-Chan". Fuu-Chan est devenu très protecteur envers Ayumi et attaque les PreCures qui veulent le séparer d'elle. Après avoir fui avec elle, il dit à Ayumi qu'il va réaliser son vœu de faire disparaître cette ville qu'elle déteste tant. Fusion redevient entier et se met à tout détruire.
Ayumi, se sentant coupable, demande de l'aide aux PreCures. Les Smile Precure et les Suite Precure sont vite aidées par les autres : Love, Miki, Bukki et Setsuna de Fresh Pretty Cure ; Yuri, Erika, Itsuki et Tsubomi de Heartcatch PreCure ; et finalement des équipes Max Heart, Splash Star, et PreCure Five.

#### Smile PreCure!, le film
Film sorti le 29 octobre 2012.
Miyuki et ses amies se rendent à un parc d'attractions ayant pour thème les contes de fées qu’Miyuki aime tant. Alors qu'elles profitent de la journée, les filles se font attaquer par des monstres. Après un combat, les Precures rencontrent Niko, une jeune fille qui les emmène au pays des contes. Elle propose aux filles de leur faire vivre l'histoire de leurs histoires préférées. Une fois dans leurs nouveaux rôles, les Precure se rendent compte que Niko a perturbé les contes pour en faire des histoires sans fin.
Niko révèle aux cinq amies qu'elle était ce qu'Miyuki avait cru n'être qu'une amie imaginaire dans son enfance, et à qui elle avait fait une promesse qu'elle n'a jamais pu tenir.